# Вулиці Полтави
У місті Полтава налічується понад 1000 проспектів, вулиць, бульварів, площ, провулків та узвозів, проїздів, прорізів та ліній. Кожен із них має свою власну історію, яка є частиною історії давньої Полтави.
20 травня 2016 року голова Полтавської ОДА Валерій Головко на виконання Закону України «Про засудження комуністичного та націонал-соціалістичного (нацистського) тоталітарних режимів в Україні та заборону пропаганди їх символіки» підписав розпорядження про перейменування понад 600 вулиць.

## Перелік станом на 2024 рік
(Перелік вулиць, провулків, площ, проспектів, бульварів Полтави)

### А
- провулок Абрикосовий
- вулиця Авіаційна
- провулок Авіаційний
- вулиця Автоагрегатчиків
- вулиця Автобазівська
- провулок Агрономічний
- вулиця Адміністративна
- вулиця Аеродромна
- вулиця Аеронавтів
- провулок Азимутний
- вулиця Айвова
- провулок Академіка Брауде
- вулиця Академіка Гришка
- провулок Академіка Євгена Федорова
- вулиця Академіка Квасницького
- вулиця Академіка Пасічника
- вулиця Алмазна
- вулиця Амундсена
- вулиця Анатолія Дергая
- провулок Андріївський
- вулиця Андрія Лівицького
- вулиця Андрія Ярешка
- провулок Анненський
- вулиця Анни Ярославни
- провулок Арктичний
- провулок Ароматичний
- вулиця Артема Амеліна
- вулиця Артільна
- провулок Археологічний
- вулиця Астрономічна
- вулиця Антона Грицая

### Б
- вулиця Бабака
- провулок Баварський
- провулок Бавовняний
- провулок Байди Вишневецького
- вулиця Баленка
- вулиця Балкова
- провулок Барвистий
- провулок Барвінківський
- вулиця Барикадна
- провулок Бастіонний
- вулиця Баяна
- вулиця Берегова
- провулок Березовий
- вулиця Береківська
- вулиця Берестова
- вулиця Бессарабська
- провулок Бистовський
- провулок Бистрівський
- вулиця Битви на Ворсклі
- вулиця Бібліотечна
- провулок Бібліотечний
- вулиця Бідного Олександра
- вулиця Білоцерківська
- провулок Біологічний
- проїзд Бічний
- вулиця Благовісна
- провулок Блакитний
- вулиця Богуна
- вулиця Бойків Яр
- провулок Бойовий
- вулиця Борова
- бульвар Боровиковського
- провулок Борців
- провулок Ботанічний
- провулок Братський
- провулок Браїлківський
- вулиця Братства тарасівців
- провулок Братів Зерових
- вулиця Братів Майбородів
- вулиця Братів Тютюнників
- провулок Братів Шеметів
- вулиця Бригадна
- провулок Бригадний
- провулок Будівельний
- вулиця Бузкова
- провулок Бульварний
- вулиця Буровиків

### В
- провулок Вагонний
- вулиця Вадима Щербаківського
- провулок Вайнгорта Лева
- вулиця Вакулинцівська
- провулок Валерія Боняківського
- провулок Валерія Константинова
- вулиця Валерія Трегубова
- провулок Вантажний
- вулиця Васильківського
- вулиця Василя Барки
- вулиця Василя Капніста
- вулиця Василя Поліщука
- вулиця Василя Симоненка
- вулиця Василя Стуса
- вулиця Василя Тютюнника
- вулиця Велика
- провулок Великий
- вулиця Великорогізнянська
- вулиця Великотирнівська
- провулок Вербовий
- провулок Вернадського
- провулок Верхній
- вулиця Верховинця
- вулиця Верхолянська
- провулок Весняний
- вулиця Ветеринарна
- провулок Ветеринарний
- провулок Вечірній
- провулок Високий
- провулок Вишневий
- вулиця Відрадна
- провулок Візничий
- вулиця Війська Запорозького
- вулиця Військова
- вулиця Віктора Андрієвського
- провулок Віктора Батуріна
- провулок Віктора Носова
- провулок Віктора Ревегука
- провулок Вільний
- вулиця Вільшана
- провулок Віри Жук
- провулок Віри Холодної
- проспект Віталія Грицаєнка
- вулиця Вітрика
- провулок Вітряний
- провулок Вічний
- провулок Вовчий
- вулиця Водяна
- вулиця Вознесенська
- Вулиця Вокзальна
- провулок Волинський
- вулиця Володимира В’язуна
- провулок Володимира Данилейка
- вулиця Володимира Козака
- вулиця Володимира Мономаха
- вулиця Володимира Степанюка
- вулиця Володимира Черниша
- вулиця Володимирська
- вулиця Волонтерська
- вулиця Волошкова
- провулок Воронянський
- узвіз Воскресенський
- вулиця Всеволода Нестайка
- провулок Всіхсвятський
- вулиця Вузька
- провулок Вузький
- вулиця В'ячеслава Чорновола
- вулиця В'ячеслава Липинського

### Г
- вулиця Газова
- Провулок Ганни Старицької
- вулиця Гаражна
- провулок Генерала Олександра Удовиченка
- вулиця Геодезична
- провулок Геодезичний
- вулиця Геращенка
- вулиця Героїв «Азову»
- вулиця Героїв-пожежників
- вулиця Героїв чорнобильців
- вулиця Героїв АТО
- вулиця Героїв Крут
- вулиця Героїв ОУН
- вулиця Героїв Праці
- вулиця Героїв України
- провулок Героїчний
- вулиця Гетьманська
- вулиця Гетьмана Сагайдачного
- вулиця Гладкого
- провулок Глибокий
- провулок Глиняний
- вулиця Гліба Котельникова
- вулиця Глібова
- вулиця Глобинська
- вулиця Глущенка
- провулок Гнєдича
- вулиця Гната Хоткевича
- вулиця Говтвянчицька
- вулиця Гоголя
- вулиця Гожулівська
- вулиця Горбанівська
- провулок Горбанівський
- провулок Гористий
- вулиця Горіхова
- провулок Гороховий
- вулиця Горліс-Горського Юрія
- провулок Госпітальний
- вулиця Гостомельська
- вулиця Грабиновська
- провулок Грабинівський
- провулок Грабовського
- вулиця Грабчака
- провулок Градизький
- вулиця Графа фон Гарнієра
- вулиця Гребінки
- вулиця Гребінківська
- провулок Гречаний
- вулиця Григорія Ващенка
- вулиця Григорія Граб'янки
- вулиця Григорія Маркевича
- вулиця Григорія Китастого
- вулиця Григорія Левченка
- вулиця Григорія Цисса
- вулиця Громадська
- вулиця Грушева
- вулиця Гулака-Артемовського
- провулок Гулкака-Артемовського
- провулок Гурамішвілі

### Ґ
- провулок Ґарета Джонса
- провулок Ґрунтовий

### Д
- вулиця Далека
- вулиця Данила Апостола
- провулок Дарвіна
- провулок Дачний
- провулок Декоративний
- вулиця Демократична
- вулиця Дендропаркова
- вулиця Дейкалівська
- вулиця Дем’яна Гуджола
- вулиця Деповська
- провулок Депутатський
- провулок Деревообробний
- провулок Джерельний
- вулиця Джохара Дудаєва
- провулок Диканський
- провулок Димський
- провулок Динамівський
- вулиця Дмитра Андрієвського
- вулиця Дмитра Ахшарумова
- вулиця Дмитра Балицького
- провулок Дмитра Квітки
- вулиця Дмитра Коряка
- провулок Дмитра Луценка
- провулок Дмитра Павличка
- вулиця Дмитра Пругла
- вулиця Дмитра Солов'я
- вулиця Дніпрової Чайки
- вулиця Довженка
- вулиця Докучаєва
- вулиця Домобудівельна
- провулок Донецький
- вулиця Донченка
- вулиця Дослідна
- вулиця Дружби
- провулок Дружби
- провулок Дружній
- вулиця Дублянська

### Е
- провулок Едуарда Горошочка
- вулиця «Енеїди»
- вулиця Енергетична
- провулок Естонський

### Є
- вулиця Євгена Адамцевича
- вулиця Євгена Коновальця
- вулиця Євгена Мишковського
- вулиця Євгена Сверстюка
- вулиця Євгена Чикаленка
- провулок Євдокії Долі
- вулиця Європейська
- провулок Єврейський
- вулиця Єднання
- вулиця Єлизавети Милорадович

### Ж
- провулок Жанни Северін
- вулиця Жасмінова
- вулиця Живописна
- вулиця Жуківська
- провулок Журавлиний

### З

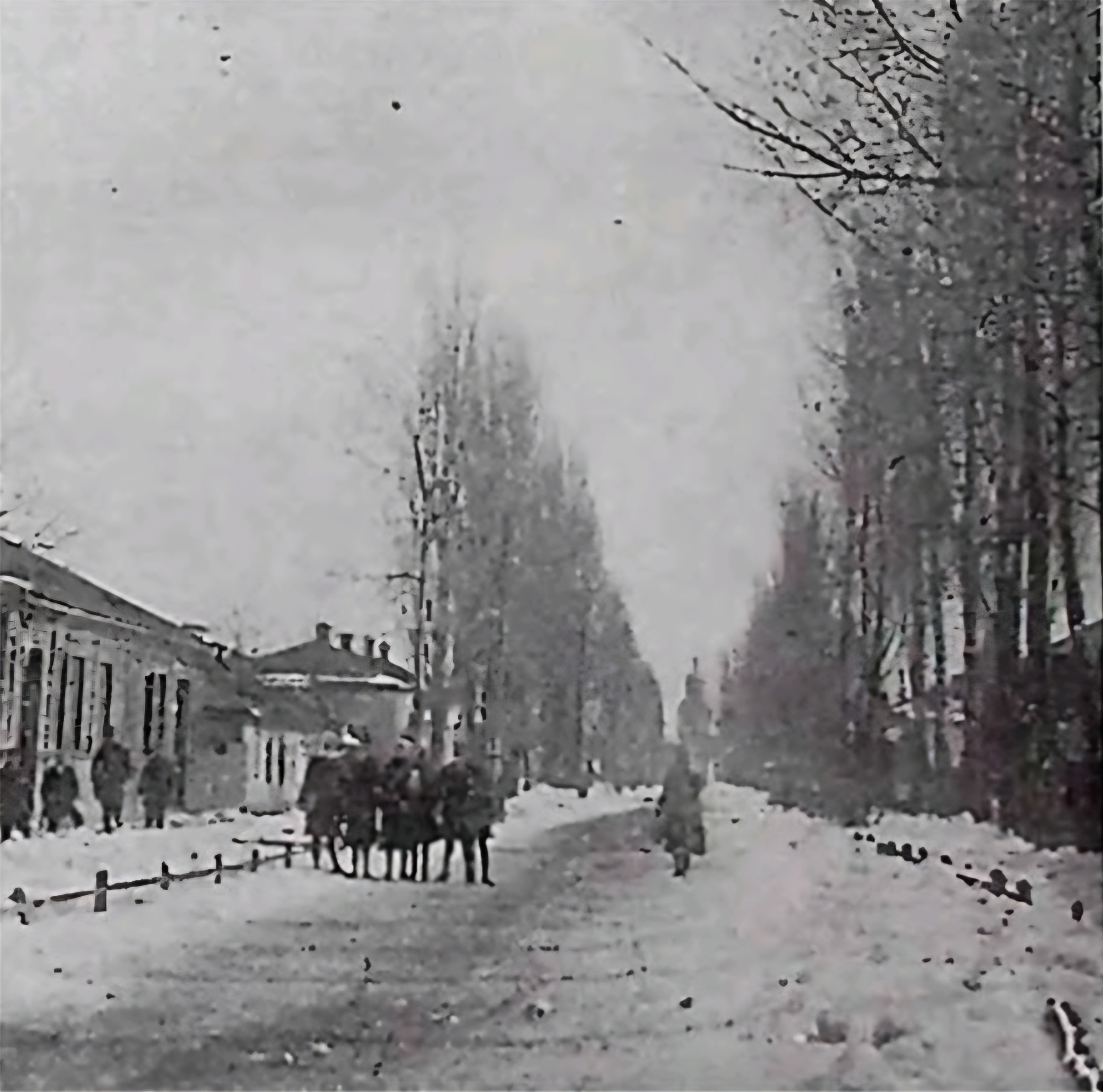
Вулиця Загородня в Полтаві, на якій стояв будинок батьків Симона Петлюри (на світлині зліва від групи людей), 1920 рік.

- вулиця Заводська
- вулиця Заворсклянська

- вулиця Загородня
- провулок Заїжджий
- провулок Зайкевича
- провулок Закритий
- вулиця Залізна
- провулок Залізний
- вулиця Залізнична
- провулок Залізничний
- вулиця Залізняка
- провулок Замковий
- вулиця Занасипна
- провулок Заньковецької
- провулок Запасний
- провулок Заплавний
- вулиця Запорізька
- вулиця Затишна
- провулок Затишний
- вулиця Затуринська
- провулок Заячий
- провулок Зінаїди Аксентьєвої
- вулиця Зіньківська
- вулиця Зелена
- вулиця Зелений Острів
- провулок Зелений Яр
- вулиця Зернова
- вулиця Зіньківська
- вулиця Злагоди
- вулиця Зоологічна
- вулиця Зоресвітна
- вулиця Зоряна

### І
- вулиця Івана Багряного
- вулиця Івана Банка
- вулиця Івана Вовчука
- вулиця Івана Даценка
- вулиця Івана Іскри
- вулиця Івана Крамського
- провулок Івана Липи
- вулиця Івана Мазепи
- провулок Івана Миколайчука
- вулиця Івана Нечуя-Левицького
- провулок Івана Прийми
- провулок Івана Світличного
- вулиця Івана Сірка
- вулиця Івана Шемякіна
- вулиця Ігоря Щербака
- вулиця Івончанська
- вулиця Ігоря Дорошенка
- провулок Ігоря Щербака
- провулок Ізмаїльського
- вулиця Індустріальна
- вулиця Інженера Майліса
- вулиця Інженерна
- проріз Інститутський
- вулиця Історична

### Й
- вулиця Йосипа Гофмана
- провулок Йозефа Хмелевського

### К
- провулок Казковий
- провулок Календарний
- вулиця Калинова
- вулиця Калиновська
- провулок Кам'яний
- провулок Капельгородського
- вулиця Капітана Володимира Кісельова
- вулиця Кар'єрна
- вулиця Кармелюка
- провулок Карпенка-Карого
- вулиця Картинна
- провулок Катерини Білокур
- вулиця Катерини Скаржинської
- провулок Каховський
- вулиця Каштанова
- провулок Квітковий
- вулиця Квітуча
- провулок Керамічний
- провулок Кизиловий
- шосе Київське
- площа Київська
- вулиця Кирила Осьмака
- вулиця Кирило-Мефодіївська
- вулиця Кишинівська
- вулиця Кільцева
- вулиця Кірхова
- провулок Класичний
- провулок Кленовий
- вулиця Клінкерна
- вулиця Княгині Ольги
- вулиця Князя Ігоря Святославича
- провулок Кобеляцький
- вулиця Кобзарська
- вулиця Кобищанська
- вулиця Ковалівська
- вулиця Кованьківська
- провулок Козацький
- вулиця Колективна
- провулок Колективний
- провулок Колекторний
- вулиця Колійна
- провулок Колісниківський
- вулиця Коломацька
- вулиця Колоритна
- вулиця Колоскова
- вулиця Комарницького
- вулиця Комбайнерів
- провулок Комунальний
- провулок Кондукторський
- вулиця Конституції
- площа Конституції
- провулок Кооперативний
- провулок Коперника
- провулок Кореспондентський
- провулок Корзуна
- вулиця Коровайна
- вулиця Короленка
- провулок Косий
- вулиця Космічна
- провулок Космічний
- вулиця Космонавтів
- вулиця Костя Гордієнка
- провулок Костя Товкача
- вулиця Котляревського
- вулиця Коваля
- вулиця Коцюбинського
- вулиця Кравецька
- вулиця Климівська
- провулок Кривохатський
- вулиця Краєвидна
- провулок Крайній
- вулиця Красна Поляна
- вулиця Кременчуцька
- провулок Кропивницького
- вулиця Кругла
- вулиця Кругова
- вулиця Крутобережанська
- провулок Крутобережанський
- вулиця Кузьми Скрябіна
- вулиця Курганна
- провулок Кустарний
- провулок Кутовий

### Л
- вулиця Лазурна
- провулок Ламаний
- вулиця Ланова
- провулок Лева Вайнгорта
- вулиця Лева Падалки
- вулиця Левадна
- провулок Левадний
- вулиця Левка Лук’яненка
- провулок Левка Мацієвича
- вулиця Леоніда Гусака
- вулиця Леоніда Каденюка
- вулиця Леоніда Лимана
- вулиця Лесі Українки
- провулок Лижний
- вулиця Липова
- вулиця Лисенка
- провулок Лисенка
- вулиця Листопадна
- провулок Литовський
- вулиця Лікаря Максима Дудченка
- провулок Лікаря Мальцева
- провулок Лінійний
- вулиця Лісна
- вулиця Лісова
- вулиця Лісогірська
- вулиця Лісозахисна
- вулиця Літературна
- вулиця Літописна
- вулиця Ліхтарна
- провулок Лозівський
- вулиця Локомотивна
- вулиця Лубенська
- провулок Луганський
- вулиця Лугова
- вулиця Лучниківська
- вулиця Лтави
- вулиця Лялі Убийвовк
- вулиця Львівська

### М
- вулиця Магдебурзького Права
- вулиця Магістральна
- вулиця Мазурівська
- вулиця Максима Краснокутського
- вулиця Малинова
- вулиця Малобудищанська
- провулок Мальовничий
- вулиця Марії Башкирцевої
- вулиця Марії Примаченко
- провулок Марка Вовчка
- вулиця Марківська
- вулиця Мартина Пушкаря
- провулок Машиністів
- вулиця Медична
- вулиця Медова
- провулок Меліоративний
- провулок Металістів
- провулок Металозаводський
- провулок Метеоритний
- провулок Метеорологічний
- провулок Механізаторів
- провулок Микитський
- узвіз Миколаївський
- проїзд Миколи Амосова
- проспект Миколи Вавилова
- вулиця Миколи Дмитрієва
- вулиця Миколи Духова
- провулок Миколи Костомарова
- вулиця Миколи Леонтовича
- провулок Миколи Лемика
- провулок Миколи Лукаша
- вулиця Миколи Макаренка
- вулиця Миколи Руденка
- провулок Миколи Савченка
- провулок Миколи Скліфосовського
- вулиця Мокра
- провулок Миргородський
- вулиця Мирослава Кабушки
- вулиця Мирослава Скорика
- вулиця Миру
- провулок Миру
- проспект Миру
- вулиця Митрополита Феофіла
- провулок Михайла Амвросимова
- вулиця Михайла Гаврилка
- вулиця Михайла Грушевського
- вулиця Михайла Драгоманова
- вулиця Михайла Драй-Хмари
- провулок Михайла Корольчука
- провулок Михайла Максимовича
- вулиця Михайла Токаревського
- вулиця Михайла Туган-Барановського
- вулиця Михайла Фісуна
- провулок Михайличенка
- вулиця Михайлівський Яр
- вулиця Молодіжна
- вулиця Монастирська
- провулок Монтажний
- провулок Моторний
- вулиця Музейна
- вулиця Мясоєдова

### Н
- вулиця Набережна
- провулок Набережний
- вулиця Навої
- вулиця Нагірна
- вулиця Надворсклянська
- провулок Назарія Яремчука
- провулок Народного Руху України
- вулиця Наталії Стребкової
- вулиця Наталки Полтавки
- вулиця Натуралістів
- вулиця Наукова
- провулок Науковий
- провулок Нафтовий
- вулиця Небесної Сотні
- провулок Незабудній
- майдан Незалежності
- вулиця Нестора Городовенка
- провулок Нижній
- вулиця Нижньомлинська
- вулиця Нижньофабриканська
- вулиця Новобудовна
- вулиця Низова
- провулко Низовий
- вулиця Нижня Колонія
- вулиця Новаторська
- вулиця Новий Базар
- вулиця Новозапорізька
- вулиця Новозіньківська
- провулок Новозіньківський
- вулиця Новопроектована
- вулиця Новоселицька
- вулиця Новостепова

### О
- провулок Обсерваторний
- вулиця Огнівська
- вулиця Огородня
- вулиця Озерна
- провулок Окопний
- провулок Оксамитовий
- провулок Олександрійський
- вулиця Олімпійська
- провулок Олімпійський
- вулиця Оксани Мешко
- провулок Олега Кулаковського
- вулиця Олександра Білаша
- провулок Олександра Горячевського
- вулиця Олександра Лютого
- вулиця Олександра Несвіцького
- вулиця Олександра Кониського
- вулиця Олекси Левитського
- вулиця Олени Пчілки
- вулиця Олеся Гончара
- провулок Ольги Кобилянської
- провулок Опанаса Сластіона
- провулок Опішнянський
- вулиця Освітянська
- вулиця Осіння
- вулиця Остапа Вишні
- вулиця Остроградського
- вулиця Охтирський Шлях

### П
- провулок Павла Бодянського
- провулок Павла Загребельного
- вулиця Павла Скоропадського
- вулиця Павла Чубинського
- вулиця Павла Тичини
- вулиця Паїсія Величковського
- провулок Пам’яті Жертв Голокосту
- вулиця Панаса Мирного
- вулиця Пантелеймона Куліша
- вулиця Панянка
- провулок Панянський Луг
- провулок Паскаля
- вулиця Патріарха Мстислава
- вулиця Патріотична
- вулиця Пейзажна
- провулок Пейзажний
- провулок Пелюстковий
- провулок Перевізний
- вулиця Перемоги
- вулиця Перепелина
- вулиця Пересічна
- провулок Перспективний
- провулок Першопрохідців
- провулок Петра Болбочана
- вулиця Петра Дорошенка
- вулиця Петра Загайка
- провулок Петра Калнишевського
- провулок Петра Ротача
- вулиця Петра Юрченка
- вулиця Пилипа Орлика
- вулиця Пирогова
- вулиця Пирятинська
- вулиця Південна
- провулок Північний
- вулиця Підгірна
- провулок Піддубного
- провулок Підйомний
- провулок Підлісний
- вулиця Підмонастирська
- провулок Підмонастирський
- вулиця Піднасипна
- вулиця Пілотська
- вулиця Піщана
- провулок Побутовий
- вулиця Повітрянофлотська
- узвіз Подільський
- вулиця Подолянська
- провулок Подорожній
- провулок Поетичний
- вулиця Покровська
- вулиця Полковника Степана Лазуренка
- вулиця Полку «Азов»
- вулиця Полтавських Дивізій
- вулиця Полтавського полку
- вулиця Полтавської Тероборони
- провулок Полтавський Яр
- вулиця Польська
- провулок Полузірський
- вулиця Полюсна
- вулиця Полярна
- вулиця Польова
- вулиця Пост-Отрівська
- провулок Поштовий
- вулиця Преображенська
- вулиця ПРЗ
- вулиця Привокзальна
- вулиця Пригородня
- провулок Прирічний
- вулиця Прогресивна
- провулок Продмашівський
- вулиця Продовольча
- провулок Прожекторний
- вулиця Прозора
- вулиця Проліскова
- провулок Променистий
- провулок Промисловий
- провулок Прорізний 1-й
- провулок Прорізний 2-й
- вулиця Просвіти
- вулиця Профспілкова
- вулиця Прохідна
- провулок Прядильний
- провулок Прямокутний
- провулок Пташиний
- вулиця Пушкарівська

### Р
- вулиця Раїси Кириченко
- вулиця Ранкова
- вулиця Рахівнича
- вулиця Революції Гідності
- вулиця Революції на Граніті
- вулиця Редутна
- вулиця Реконструктивна
- провулок Реконструктивний
- вулиця Реміснича
- вулиця Репалівський Яр
- вулиця Республіканська
- вулиця Решетилівська
- вулиця Рєпіна
- провулок Рибальський
- вулиця Рибцівського Куреня
- вулиця Рибчанська
- провулок Рильського
- вулиця Різницька Гора
- вулиця Річкова
- провулок Річковий 1-й
- провулок Річковий 2-й
- провулок Робітничий
- вулиця Рогізнянська
- провулок Рогізнянський
- вулиця Родини Герциків
- провулок Родини Єдлічків
- провулок Родини Іваненків
- провулок Родини Оголевців
- вулиця Родини Пильчикових
- вулиця Родини Тобілевичів
- провулок Родини Русових
- провулок Родини Чижевських
- провулок Родниковий
- вулиця Рожева
- провулок Рожевий
- провулок Розсошинський
- провулок Романа Шухевича
- провулок Романтичний
- вулиця Ромашкова
- провулок Ромський
- вулиця Росяна
- вулиця Руслана Онікієнка
- провулок Рушниковий
- вулиця Рябушанська

### С
- вулиця Садибна
- вулиця Садова
- провулок Садовий
- вулиця Садівництва
- провулок Свято-Макаріївський
- вулиця Святослава Горбенка
- вулиця Самійла Величка
- вулиця Самоцвітна
- провулок Самоцвітний
- провулок Санаторний
- вулиця Санжарівська
- вулиця Саші Путрі
- вулиця Світанкова
- провулок Світанковий
- вулиця Світла
- вулиця Святкова
- вулиця Селянська
- вулиця Семафорна
- вулиця Семена Антонця
- вулиця Семена Кочубея
- вулиця Семенівська
- провулок Сергія Іваненка
- вулиця Сергія Уточкіна
- вулиця Середня
- провулок Серпанковий
- вулиця Серпнева
- провулок Силікатний
- вулиця Симона Петлюри
- провулок Сікорського
- вулиця Сільськогосподарська
- вулиця Сінна
- провулок Сінний
- вулиця Січових Стрільців
- вулиця Січова
- вулиця Скіфська
- провулок Скіфський
- провулок Склодувів
- вулиця Сковороди
- провулок Сковороди
- провулок Скороходівський
- площа Слави
- вулиця Славна
- вулиця Слобідська
- провулок Слов'янський
- провулок Смарагдовий
- вулиця Сніжна
- провулок Степана Бандери
- вулиця Стрітенська
- майдан Соборний
- вулиця Соборності
- провулок Соколова
- вулиця Соломії Крушельницької
- вулиця Сонячна
- вулиця Соняшникова
- вулиця Сорочинська
- вулиця Сортувальна
- вулиця Соснова
- провулок Сосновий
- вулиця Сосюри
- вулиця Спаська
- вулиця Співоча
- провулок Спільчанський
- провулок Спортивний
- вулиця Ставкова
- провулок Ставковий
- вулиця Старий Поділ
- вулиця Старий Хутір
- провулок Старицького
- вулиця Старокотелевська
- вулиця Старопавленківська
- вулиця Староруслянська
- провулок Степовий
- провулок Стефаника
- провулок Стешенка
- вулиця Стрілецька
- провулок Стрілецький
- провулок Стрілковий
- вулиця Стрілочна
- провулок Струмковий
- провулок Суконний
- провулок Сумський
- провулок Суничний
- вулиця Супрунівська
- вулиця Сухомлинського

### Т
- вулиця Тамари Кислякової
- вулиця Танкістів
- вулиця Тараса Трясила
- вулиця Тарновщинська
- вулиця Тахтаулівська
- вулиця Театральна
- провулок Театральний 1-й
- провулок Театральний 2-й
- вулиця Тевельова
- вулиця Текстильна
- провулок Телефонний
- вулиця Тернова
- провулок Тесленка
- провулок Тиловий
- провулок Тихий
- вулиця Тіньова
- провулок Ткачів
- провулок Товарний
- провулок Токарний
- вулиця Тополина
- провулок Тополинний
- провулок Торф’яний
- провулок Травневий
- провулок Тракторний
- вулиця Транспортна
- провулок Трестовський
- провулок Трикотажний
- провулок Троїцький
- вулиця Тролейбусна
- вулиця Трояндова
- провулок Трубний 1-й
- провулок Трубний 2-й
- провулок Трудовий
- вулиця Тунельна
- провулок Тунельний
- провулок Тупий

### У
- бульвар Української Авіації
- вулиця Української Повстанської Армії
- вулиця Української Центральної Ради
- провулок Український
- вулиця Уласа Самчука
- провулок Урожайний

### Ф
- вулиця Федора Вовка
- вулиця Федора Жученка
- провулок Федора Лизогуба
- вулиця Фестивальна
- вулиця Фізкультурна
- провулок Фізкультурний 1-й
- провулок Фізкультурний 2-й
- провулок Фізкультурний 3-й
- вулиця Франка
- вулиця Фруктова
- провулок Фруктовий

### Х
- вулиця Харківська
- шосе Харківське
- вулиця Харчовиків
- вулиця Хвойна
- вулиця Хімічна
- провулок Хіммашівський
- вулиця Хлібозаводська
- провулок Хліборобів
- бульвар Хмельницького Богдана
- майдан Холодноярський
- провулок Хорольський
- вулиця Хрестовоздвиженська
- провулок ХТЗ
- вулиця Художника Петрашіва
- вулиця Художня

### Ц
- провулок Цегляний
- вулиця Центральна
- провулок Цілинний
- вулиця Цісик Квітки
- вулиця Ігоря Дорошенка

### Ч
- провулок Чайкинський
- вулиця Чамарин Яр
- вулиця Червоної Калини
- вулиця Червнева
- вулиця Червоного Хреста
- провулок Черемховий
- вулиця Черепанова
- вулиця Черешнева
- вулиця Черкаська
- вулиця Чернігівська
- провулок Човновий
- вулиця Чорних Запорожців
- провулок Чорний Яр
- вулиця Чорноглахівська
- вулиця Чорнухінська
- вулиця Чумака
- вулиця Чумаківська
- вулиця Чумацький Шлях
- вулиця Чураївни
- вулиця Чутівська

### Ш
- вулиця Шведська
- вулиця Шведська Могила
- вулиця Шевченка
- провулок Шевченка
- провулок Шевченка
- вулиця Шилівська
- вулиця Шишацька
- вулиця Шістдесятників
- вулиця Шкільна
- провулок Шкільний
- вулиця Шляхова
- вулиця Шмиглівська
- вулиця Шолом-Алейхема
- вулиця Штурмового Загону «Одін»

### Щ
- провулок Щасливий
- вулиця Щемилівська
- провулок Щепкіна
- бульвар Щепотьєва
- провулок Щербанівський

### Ю
- вулиця Ювілейна
- вулиця Юліана Матвійчука
- вулиця Юнацька
- вулиця Юрівська
- вулиця Юрія Горліс-Горського
- вулиця Юрія Липи
- бульвар Юрія Побєдоносцева
- вулиця Юрія Тимошенка

### Я
- вулиця Яблунева
- вулиця Ягідна
- провулок Ягідний
- вулиця Яківчанська
- провулок Яківчанський
- вулиця Яківчанський Яр
- провулок Ялинковий
- вулиця Яніни Яценко
- вулиця Янтарна
- вулиця Яр
- проїзд Ярмарковий
- провулок Яровий
- вулиця Ярослава Мудрого
- вулиця Ярошенка
- вулиця Ясенева
- провулок Ясний

### 1-9
- вулиця 1-ша Лінія
- вулиця 2-ша Лінія
- вулиця 3-ша Лінія
- вулиця 4-ша Лінія
- вулиця 5-ша Лінія
- вулиця 6-ша Лінія
- вулиця 7-ша Лінія
- вулиця 8-ша Лінія
- вулиця 9-ша Лінія
- вулиця 1-й Проїзд
- вулиця 2-й Проїзд
- вулиця 3-й Проїзд
- вулиця 4-й Проїзд
- вулиця 5-й Проїзд
- вулиця 6-й Проїзд
- вулиця 7-й Проїзд
- вулиця 8-й Проїзд
- вулиця 9-й Проїзд
- вулиця 1-й Проспект
- вулиця 2-й Проспект
- вулиця 3-й Проспект
- провулок 1-й Тупик
- провулок 3-й Тупик
- вулиця 23 Вересня
- вулиця 1100-річчя Полтави

## Райони
- Київський район
- Подільський район
- Шевченківський район